# 蒙塔·埃利斯
蒙塔·埃利斯（英語：Monta Ellis，1985年10月26日—），美國職業籃球運動員，司職得分後衛。

## 高中生涯
蒙塔·埃利斯就讀于密西西比州杰克逊的拉尼尔高中，高中期间和格雷格·奥登分享了Parade杂志选出的2005年全美最佳高中生荣誉。他原本有机会进入密西西比州立大学打球，不過他选择了参加2005年的NBA选秀，在他四年的高中篮球生涯中他取得了场均28.9分、4.9次助攻、5.2个篮板和3.1次抄截的全面数据，并且有着78.0%的罚球命中率、46.1%的投篮命中率和43.5%的三分球命中率。拉尼尔高中四年级是他最强的赛季，艾利斯取得了惊人的场均38.4分、6.8个助攻、7.9个篮板和4.5次抄截，甚至被評為全美第2的得分後衛。

## 職業生涯
蒙塔·艾利斯高中毕业后参加选秀，是选秀规则修改前最后一批直接进入NBA的高中生。縱使艾利斯在高中有驚人的表現，但伴隨在2號位置下身材偏矮的劣勢、投籃水準及身體素質各項條件未達NBA水平的質疑聲下，使得艾利斯在2005年NBA选秀中直到第二轮第40顺位才被金州勇士选中。

### 金州勇士（2005～2012）
05-06賽季
在新秀賽季裡，起初艾利斯並沒有獲得球隊及教練團的重視，直到賽季末期他才得到和另一位新秀埃克·迪奧古一起作为球队的首发出场的機會，整季留下場均18分鐘、6.8分，2.1籃板1.6助攻的成績。
06-07賽季
勇士請到老尼爾森（Don Nelson）回鍋出任總教練，在提倡跑轟戰術與擅於任用新人的老尼爾森的執教下，艾利斯獲得了足夠的發揮空間，並站穩先發位置，在各項數據皆取得顯著的成長的情狀下，賽季繳出场均16.5分、3.2个篮板和4.1次助攻的出色表现，这一数据远胜于他新秀赛季场均6.8分的表现，因此成为該年度最佳進步球員獎的有利競爭者，最終在奖项的评选过程中以3票的微弱优势击败了沙加緬度國王的得分后卫凯文·马丁成為該年度的最佳進步球員。此外勇士隊也在老尼爾森的帶領下打出42勝40敗的戰績，成功闖入睽違13年的季後賽，並且以黑馬之姿以4：2淘汰該季聯盟戰績第一同時擁有新科MVP德國坦克諾威斯基坐鎮的達拉斯小牛隊寫下老八傳奇，可惜不敵猶他爵士季後賽止步第二輪，但勇士隊季末及季後賽的表現令人眼睛一亮對下個賽季是一片看好。
2007年1月24日，艾利斯在职业生涯中首次投出关键的制胜球，帮助勇士110-109击败了紐澤西籃網。
2007年1月31日，他被选入NBA全明星周末的新秀挑战赛的二年级队，在比赛中他16投13中独揽28分并且帮助球队击败了一年级队。但是在MVP的比拼中还是不敌大卫·李和克里斯·保罗的表现。
2007年2月24日，艾利斯在和洛杉矶湖人的比赛中取得了自己职业生涯最高的13次助攻。
2007年4月26日，獲選NBA最佳進步球員獎。
07-08賽季
艾利斯表現持續進步，場均得分突破20分，53%的投籃命中率也是生涯最佳，勇士隊戰績也來到48勝35敗，但在競爭激烈的西區僅排在第九位無緣季後賽。
2008年2月，艾利斯成為聯盟史上第九位在單月繳出場均20分以上同時命中超過6成的後衛，艾利斯因此獲選西區單月最佳球員的殊榮。
08-09賽季
2008年7月25號艾利斯與勇士隊簽訂6年6千7百萬的延長合約，加上勇士陣中主力貝倫·戴維斯的離隊，使得艾利斯成為隊中薪水最高的球員，2008年8月，艾利斯因騎摩托車出遊不慎弄傷腳踝，遭球隊禁賽30場，加上進行踝關節手術後至少需休養3個月，這使他錯過本季大部分的賽事，最終艾利斯只出賽25場，場均19.0分，4.3個籃板和3.7次助攻，而勇士隊也以29勝53敗慘澹收尾。
09-10賽季
經過上一季的違紀事件，艾利斯顯得更成熟也清楚自己在球隊中絕對核心的地位，艾利斯也不負眾望打出生涯最佳表現場均25.5分，4個籃板，5.3次助攻，2.2次抄截，同時平均上場時間41.4分鐘聯盟第一，他與新秀史蒂芬·柯瑞的后场組合擁有华丽的进攻，且在艾利斯季末受伤病困扰時柯瑞稱職挑起進攻重任，縱使勇士隊战绩始終不見起色，賽季26勝56敗在西區排名倒數第三，球迷依舊對勇士對充滿期待。
10-11賽季
在連續兩個戰績不理想的賽季後，勇士球團決定結束與老尼爾森教練的合作改請基恩·斯瑪特擔任總教練，並在選秀會中以首輪第11順位選中克雷·湯普森外界認為這是預備交易艾利斯的前兆，而本季艾利斯持續繳出亮眼的表現，整季有12場30分以上的表現，賽季場均得到24.1分，3.5個籃板和5.6次助攻，場均上場40.3分鐘連兩季成為上場時間最多的球員，而球隊戰績雖然稍有起色取得36勝46敗，但在西區仍然只排在第12位。
2010年10月27日，艾利斯在主場對陣休斯頓火箭的比賽中得到職業生涯次高的46分。
11-12賽季
在連續三季無緣季後賽勇士球團決心改變球隊過去重攻輕守的球風，聘請強調防守馬克·傑克森出任總教練，並策動交易最終在2012年三月將艾利斯交易到密尔沃基公鹿队，换来了澳大利亚中锋安德鲁·博古特。在本賽季艾利斯為勇士出賽37場，場均21.9分和6次助攻，結束了他在金州勇士的六年的職業生涯。
2012年2月7日，艾利斯在對陣奧克拉荷馬城雷霆得到職業生涯最高的48分。

### 密爾瓦基公鹿（2012～2013）
11-12賽季
艾利斯在被交易後的第二天就在老東家金州勇士隊的甲骨文球場進行了他在公鹿隊的第一場比賽。在首發陣容中首次亮相，他得到18分，4個籃板和4次助攻。本賽季艾利斯為公鹿出賽21場，場均17.6分和5.9個助攻。
12-13賽季
艾利斯在密爾瓦基依舊是球隊的主力得分手，本賽季82場全勤，場均19.2分，3.9個籃板和6.0次助攻，他與布蘭登·詹寧斯組成的後場雙槍帶領公鹿隊以東區老八擠進季後賽，在首輪遭遇衛冕軍邁阿密熱火遭到4：0橫掃出局。2012-2013赛季结束后，艾利斯跳脫合約成為自由球員，2013年7月24日正式与达拉斯小牛队签约。

### 達拉斯小牛（2013～2015）
13-14賽季
艾利斯帶槍投靠達拉斯，與德克·諾威斯基聯手帶領小牛隊以西區第八種子進入季後賽，且在首輪遭遇聖安東尼奧馬刺在不被看好的情況下，硬是和馬刺一路糾纏，直到決勝第7戰才落敗。艾利斯在達拉斯的首個賽季表現良好，在場均上場時間（場均36.9分），助攻（5.7次）和抄截（1.7次）皆領先全隊，得分（19.0分）排名第二，在與馬刺隊的系列賽中，七場比賽中以場均20.4分領先小牛隊。
14-15賽季
達拉斯小牛在休賽季找回了冠軍中鋒泰森·錢德勒並簽下火箭隊的錢德勒·帕森斯加上原本陣中的艾利斯和諾威斯基等人，季初進攻火力叱吒一時，但為了增加奪冠競爭力，季中再次啟動交易送出大前鋒布蘭登·賴特、先發主控賈米爾·尼爾森和搖擺人傑·克勞德，從波士頓塞爾提克找來拉簡·朗度及新秀大前鋒德懷特·鮑威爾，然而，朗度的加入，反而成為隊上不定時炸彈，與教練團發生衝突，再加上季末傷兵困擾，最後以50勝32負排名西區第七，首輪以1:4不敵西區第二名西南組冠軍休士頓火箭，連續兩季第一輪止步。本賽季艾利斯場均18.9分成為隊上得分王，這是自1999-2000賽季以來第一次除了德克·諾維茨基之外的其他人 成為小牛隊得分王。赛季结束后，艾利斯选择跳出合同，成为自由球员，与印第安納溜馬正式签下4年4400万合約。

### 印第安納溜馬（2015～2017）
15-16賽季
艾利斯轉隊到印第安納溜馬出現球風與球隊體系不合的狀況，在溜馬隊艾利斯被設定為保羅·喬治之後的第二進攻選擇，在球權與單打機會大量減少的狀態下，加上艾利斯並非一個優秀的三分射手，難以適應無球打法，使得艾利斯賽季場均13.8分4.7次助攻與3.3個籃板，各項數據皆呈現新秀賽以以來的新低。
16-17賽季
艾利斯進一步被球隊邊緣化，在季中更被調至板凳，賽季場均落到8.5分，3.2助攻。2016-2017赛季结束后，艾利斯被印第安纳溜马釋出，成为自由球员。

## 争议和处罚
2008年8月，艾利斯因骑摩托车拉伤了脚踝肌腱，因为骑小摩托车违反了合同，他被禁赛30场。
2017年，艾利斯因違反聯盟藥品條例被禁赛5场。

## NBA 生涯數據
|      | 領先聯盟 |
| 粗體 | 生涯最高 |

### 例行賽
| 賽季     | 球隊         | GP  | GS  | MPG  | FG%   | 3P%   | FT%   | RPG | APG | SPG | BPG | PPG  |
| -------- | ------------ | --- | --- | ---- | ----- | ----- | ----- | --- | --- | --- | --- | ---- |
| 2005–06  | 金州勇士     | 49  | 3   | 18.1 | 41.5% | 34.1% | 71.2% | 2.1 | 1.6 | 0.7 | 0.2 | 6.8  |
| 2006–07  | 金州勇士     | 77  | 53  | 34.3 | 47.5% | 27.3% | 76.3% | 3.2 | 4.1 | 1.7 | 0.3 | 16.5 |
| 2007–08  | 金州勇士     | 81  | 72  | 37.9 | 53.1% | 23.1% | 76.7% | 5.0 | 3.9 | 1.5 | 0.3 | 20.2 |
| 2008–09  | 金州勇士     | 25  | 25  | 35.7 | 45.1% | 30.8% | 83.0% | 4.3 | 3.7 | 1.6 | 0.3 | 19.0 |
| 2009–10  | 金州勇士     | 64  | 64  | 41.4 | 44.9% | 33.8% | 75.3% | 4.0 | 5.3 | 2.2 | 0.4 | 25.5 |
| 2010–11  | 金州勇士     | 80  | 80  | 40.3 | 45.1% | 36.1% | 78.9% | 3.5 | 5.6 | 2.1 | 0.3 | 24.1 |
| 2011–12  | 金州勇士     | 37  | 37  | 36.9 | 43.3% | 32.1% | 81.2% | 3.4 | 6.0 | 1.5 | 0.3 | 21.9 |
| 2011–12  | 密爾瓦基公鹿 | 21  | 21  | 36.0 | 43.2% | 26.7% | 76.4% | 3.5 | 5.9 | 1.4 | 0.3 | 17.6 |
| 2012–13  | 密爾瓦基公鹿 | 82  | 82  | 37.5 | 41.6% | 28.6% | 77.3% | 3.9 | 6.0 | 2.1 | 0.4 | 19.2 |
| 2013–14  | 達拉斯小牛   | 82  | 82  | 36.9 | 45.1% | 33.0% | 78.8% | 3.6 | 5.7 | 1.7 | 0.3 | 19.0 |
| 2014–15  | 達拉斯小牛   | 80  | 80  | 33.7 | 44.5% | 28.5% | 75.2% | 2.4 | 4.1 | 1.9 | 0.3 | 18.9 |
| 2015–16  | 印第安納溜馬 | 81  | 81  | 33.8 | 42.7% | 30.9% | 78.6% | 3.3 | 4.7 | 1.9 | 0.5 | 13.8 |
| 2016–17  | 印第安納溜馬 | 74  | 33  | 27.0 | 44.3% | 31.9% | 72.7% | 2.8 | 3.2 | 1.1 | 0.4 | 8.5  |
| 職業生涯 | 職業生涯     | 833 | 713 | 34.8 | 45.1% | 31.4% | 77.2% | 3.5 | 4.6 | 1.7 | 0.3 | 17.8 |

### 季後賽
| 賽季     | 球隊         | GP | GS | MPG  | FG%   | 3P%   | FT%   | RPG | APG | SPG | BPG | PPG  |
| -------- | ------------ | -- | -- | ---- | ----- | ----- | ----- | --- | --- | --- | --- | ---- |
| 2007     | 金州勇士     | 11 | 6  | 21.6 | 39.0% | 11.1% | 82.1% | 2.3 | 0.9 | 0.9 | 0.2 | 8.0  |
| 2013     | 密爾瓦基公鹿 | 4  | 4  | 38.0 | 43.6% | 15.8% | 37.5% | 3.3 | 5.5 | 2.5 | 0.3 | 14.3 |
| 2014     | 達拉斯小牛   | 7  | 7  | 35.6 | 40.9% | 35.3% | 87.1% | 2.4 | 2.9 | 1.3 | 0.1 | 20.4 |
| 2015     | 達拉斯小牛   | 5  | 5  | 39.4 | 46.8% | 36.7% | 75.0% | 3.2 | 5.2 | 2.0 | 0.6 | 26.0 |
| 2016     | 印第安納溜馬 | 7  | 7  | 32.1 | 43.4% | 33.3% | 80.0% | 3.9 | 4.3 | 2.1 | 0.0 | 11.6 |
| 2017     | 印第安納溜馬 | 4  | 2  | 18.9 | 40.0% | 25.0% | 80.0% | 2.0 | 1.3 | 0.5 | 0.3 | 5.5  |
| 職業生涯 | 職業生涯     | 38 | 31 | 29.9 | 42.7% | 29.8% | 75.5% | 2.8 | 3.0 | 1.5 | 0.2 | 13.7 |